# Tom A. Yon
Thomas Alva „Tom“ Yon (* 14. März 1882 bei Blountstown, Florida; † 16. Februar 1971 in Tallahassee, Florida) war ein US-amerikanischer Politiker. Zwischen 1927 und 1933 vertrat er den Bundesstaat Florida im US-Repräsentantenhaus.

## Werdegang
Im Alter von fünf Jahren zog Tom Yon mit seinen Eltern auf eine Farm im Jackson County. Er besuchte die öffentlichen Schulen seiner neuen Heimat und danach das Lanier Southern Business College in Macon (Georgia). Später kehrte er in seinen Heimatort Blountstown zurück, wo er bis 1906 im Handel arbeitete. Zwischen 1906 und 1927 war Yon als fahrender Händler in der Gegend um Tallahassee tätig.
Politisch war er Mitglied der Demokratischen Partei. Im Jahr 1920 nahm er als Delegierter an der Democratic National Convention in San Francisco teil, auf der James M. Cox als Präsidentschaftskandidat nominiert wurde. Bei den Kongresswahlen des Jahres 1926 wurde Yon im dritten Wahlbezirk von Florida in das US-Repräsentantenhaus in Washington, D.C. gewählt, wo er am 4. März 1927 die Nachfolge von John H. Smithwick antrat. Nach zwei Wiederwahlen konnte er bis zum 3. März 1933 drei Legislaturperioden im Kongress absolvieren. Diese waren seit 1929 von den Ereignissen der Weltwirtschaftskrise bestimmt. Kurz vor Ende seiner letzten Amtsperiode wurde der 20. Verfassungszusatz im Kongress verabschiedet.
Im Jahr 1932 wurde Yon von seiner Partei nicht mehr zur Wiederwahl nominiert. Zwischen 1933 und 1940 arbeitete er für das Bundeshandelsministerium. Anschließend war er bis 1946 als Revisor beim Government Accountability Office beschäftigt. Im Januar 1946 trat Tom Yon in den Ruhestand, in dem er sich in Florida um seine privaten Immobilienfonds kümmerte. Er starb am 16. Februar 1971 in Tallahassee.